# Sân vận động Zimpeto
Sân vận động Zimpeto (tiếng Bồ Đào Nha: Estádio do Zimpeto) là một sân vận động đa năng ở Zimpeto - một vùng lân cận của Maputo, Mozambique, được khánh thành vào ngày 23 tháng 4 năm 2011. Sân chủ yếu được sử dụng cho các trận đấu bóng đá và là sân vận động chính cho Đại hội Thể thao châu Phi 2011 và Đại hội Thể thao Lusofonia 2017. Sân có sức chứa 42.000 khán giả. Sân vận động được xây dựng bằng kinh phí của chính phủ Trung Quốc.
Sân được xây dựng bởi công ty Tập đoàn xây dựng kinh tế nước ngoài An Huy của Trung Quốc.